# Antonio Bossonetto
Antonio Bossonetto (Aosta, 1911 – Tortosa, 16 aprile 1938) è stato un militare e medico italiano, decorato con la medaglia d'oro al valor militare alla memoria nel corso della guerra di Spagna.

## Biografia
Nacque a Aosta nel 1911, figlio di Giacomo e Margherita Genotti.
Mentre era studente universitario della facoltà di medicina, si arruolò volontario per andare a combattere in Africa Orientale con il 6º Battaglione universitario CC.NN. "Curtatone e Montanara" della 6ª Divisione CC.NN. "Tevere", sbarcando a Mogadiscio nell'ottobre 1935, in vista dell'inizio della guerra d'Etiopia. Rientrato in Italia nel luglio 1936 venne smobilitato e fu promosso sottotenente di complemento dell'arma di fanteria in servizio nel 53º Reggimento fanteria "Umbria" dove prestò servizio di prima nomina e fu posto in congedo il 31 agosto dello stesso anno.  Conseguì poi la laurea in medicina e chirurgia nella sessione estiva del 1936 nell'Università di Perugia e, subito dopo, abilitato alla professione, otteneva di essere destinato come medico civile in Africa Orientale Italiana a Gondar.  Inviato in missione nel corso della guerra di Spagna presso l'ospedaletto da campo C nel gennaio 1937 assunse successivamente la direzione sanitaria del 2º Reggimento fanteria della Brigata fanteria "Frecce Azzurre".  Cadde in combattimento a Tortosa il 16 aprile 1938, e fu insignito della medaglia d'oro al valor militare alla memoria.

### Fonti
1. ↑  Gruppo Medaglie d'Oro al Valore Militare 1965, p. 299.
2. 1 2 3 4 5 6  Combattenti Liberazione.
3. 1 2 3  Perron 2009, p. 97.
4. ↑  Registrato alla Corte dei conti lì 16 gennaio 1939, registro n.1 guerra, foglio 304.
5. ↑   Medaglia d'oro al valor militare Bossonetto, Antonio, su quirinale.it, Quirinale. URL consultato l'11 febbraio 2023.
6. ↑  Registrato alla Corte dei conti lì 15 luglio 1938, registro n. 20 guerra, foglio 183.